# Il cavaliere solitario (serie televisiva)
Il cavaliere solitario (The Lone Ranger) è una serie televisiva western statunitense in 221 episodi trasmessi per la prima volta nel corso di cinque stagioni dal 1949 al 1957.
Basata su una serie radiofonica del 1933 e su una serie di fumetti, è una serie incentrata sulle vicende di John Reid, un Texas Ranger che, dopo essere scampato a un agguato grazie all'aiuto dell'indiano Tonto, va in giro mascherato per il vecchio West a difendere i deboli sotto lo pseudonimo di "cavaliere solitario" (the Lone Ranger nella versione originale, interpretato prima da Clayton Moore e poi da John Hart).
Fu una delle serie televisive western più popolari degli anni cinquanta. Ne fu prodotta anche una versione animata a metà degli anni sessanta.
La serie ha avuto un remake cinematografico nel 2013, distribuito anche in Italia col titolo originale The Lone Ranger.

## Personaggi e interpreti
- Il cavaliere solitario interpretato da Clayton Moore (169 episodi, 1949-1957) e da John Hart (54 episodi, 1950-1953);
- Tonto (217 episodi, 1949-1957), interpretato da Jay Silverheels.
- Duke Wade (15 episodi, 1949-1957), interpretato da Lane Bradford.
- Dan Reid (nipote del cavaliere solitario), interpretato da (14 episodi, 1950-1955), interpretato da Chuck Courtney.
- Ben Boone (13 episodi, 1950-1956), interpretato da Mickey Simpson.
- Bat Anders (12 episodi, 1950-1957), interpretato da House Peters Jr..
- Barney Compton (12 episodi, 1949-1957), interpretato da John L. Cason.
- Andrew Gage (11 episodi, 1949-1955), interpretato da John Doucette.
- Dave Tucker (11 episodi, 1949-1956), interpretato da Harry Lauter.
- Niles (11 episodi, 1949-1955), interpretato da Harry Harvey.
- Al Keller aka Rankin (10 episodi, 1950-1957), interpretato da John Cliff.
- Billy (10 episodi, 1950-1957), interpretato da Richard Crane.
- Bad-Eye Dixon (10 episodi, 1950-1957), interpretato da William Challee.
- Ace (10 episodi, 1949-1951), interpretato da Robert Kellard.
- Dave, vice sceriffo (10 episodi, 1949-1957), interpretato da Sandy Sanders.
- Amos Carter (9 episodi, 1949-1955), interpretato da Emmett Lynn.
- Al Sommers (9 episodi, 1949-1957), interpretato da Rand Brooks.
- Dave (9 episodi, 1950-1956), interpretato da Holly Bane.
- Alicia Scoville (8 episodi, 1949-1955), interpretata da Nan Leslie.
- Cherokee Webster (8 episodi, 1950-1955), interpretato da Phil Tead.
- Butch Cavendish (8 episodi, 1949-1955), interpretato da Glenn Strange.
- Amos Carter (8 episodi, 1950-1953), interpretato da Hugh Prosser.
- Sceriffo 'Two-Gun' Taylor (7 episodi, 1949-1952), interpretato da Walter Sande.
- Flint Taylor (7 episodi, 1950-1957), interpretato da James Griffith.
- Barney, the Blacksmith (7 episodi, 1949-1954), interpretato da Gene Roth.
- Ben Murray (7 episodi, 1950-1957), interpretato da Myron Healey.
- Sceriffo Henry Flack (7 episodi, 1952-1957), interpretato da John Pickard.
- Arley McQueen (7 episodi, 1951-1956), interpretato da Denver Pyle.
- Capo Aquila Grigia (7 episodi, 1950-1955), interpretato da Peter Mamakos.
- Deacon Caleb (7 episodi, 1949-1955), interpretato da Stanley Andrews.
- Mr. Brown (7 episodi, 1950-1955), interpretato da Robert Carson.
- Dave Watkin (7 episodi, 1950-1955), interpretato da Fred Libby.
- Brick, Gang leader (7 episodi, 1950-1957), interpretato da Gregg Barton.
- Andrew Larkin (7 episodi, 1949-1954), interpretato da Frank Fenton.

## Produzione
La serie, ideata da George W. Trendle, fu prodotta da Apex Film e Wrather Productions e girata in California. Si sono alternati vari registi e sceneggiatori:
- Hollingsworth Morse in 50 episodi (1950-1953)
- Oscar Rudolph in 32 episodi (1954-1957)
- George B. Seitz Jr. in 31 episodi (1949-1951)
- Earl Bellamy in 29 episodi (1956-1957)
- Wilhelm Thiele in 26 episodi (1954-1955)
- Paul Landres in 23 episodi (1952-1953)
- George Archainbaud in 14 episodi (1949-1950)
- Charles D. Livingstone in 4 episodi (1955)

Tra gli sceneggiatori sono accreditati:
- Fran Striker in 81 episodi (1949-1956)
- Tom Seller in 37 episodi (1949-1957)
- Joe Richardson in 28 episodi (1950-1955)
- George W. Trendle in 22 episodi (1949-1957)
- Charles Larson in 21 episodi (1952-1957)
- Dan Beattie in 20 episodi (1950-1955)
- Harry Poppe Jr. in 15 episodi (1949-1955)
- Ralph Goll in 15 episodi (1950-1955)
- Curtis Kenyon in 15 episodi (1950-1955)
- Eric Freiwald in 13 episodi (1954-1957)
- Robert Schaefer in 13 episodi (1954-1957)
- David P. Sheppard in 10 episodi (1950-1953)
- Herb Meadow in 10 episodi (1950-1951)
- Betty Joyce in 8 episodi (1950-1955)
- George B. Seitz Jr. in 6 episodi (1949-1953)
- Felix Holt in 6 episodi (1950-1955)
- Tom Dougall in 6 episodi (1951-1955)
- William Bruckner in 6 episodi (1953-1955)
- Jack Laird in 6 episodi (1954-1955)
- Robert Leslie Bellem in 6 episodi (1956-1957)
- Doane R. Hoag in 6 episodi (1956-1957)
- Gibson Fox in 5 episodi (1949-1950)
- Eve Greene in 4 episodi (1950)
- Edmond Kelso in 3 episodi (1949-1957)
- Polly James in 3 episodi (1949-1950)
- Doris Schroeder in 3 episodi (1949-1950)
- Ande Lamb in 3 episodi (1949)
- Joseph F. Poland in 3 episodi (1950)
- Steve McCarthy in 3 episodi (1953-1955)
- Bert Lambert in 3 episodi (1954-1955)
- Wells Root in 3 episodi (1956-1957)
- Terence Maples in 2 episodi (1953)
- Samuel Rice in 2 episodi (1955)
- George Van Marter in 2 episodi (1955)
- Hilary Creston Rhodes in 2 episodi (1956-1957)
- Herbert Purdom in 2 episodi (1957)

## Distribuzione
La serie fu trasmessa negli Stati Uniti dal 15 settembre 1949 al 12 settembre 1957  sulla rete televisiva ABC. In Italia è stata trasmessa con il titolo Il cavaliere solitario.
Alcune delle uscite internazionali sono state:
- negli Stati Uniti il 15 settembre 1949 (The Lone Ranger)
- in Germania Ovest il 2 maggio 1959 (Die Texas Rangers)
- in Argentina (El llanero solitario)
- in Spagna (El llanero solitario)
- in Grecia (Lone Ranger)
- in Finlandia (Yksinäinen ratsastaja)
- in Italia (Il cavaliere solitario)

## Episodi
| Stagione         | Episodi | Prima TV USA |
| ---------------- | ------- | ------------ |
| Prima stagione   | 52      | 1949-1950    |
| Seconda stagione | 26      | 1950-1951    |
| Terza stagione   | 52      | 1952-1953    |
| Quarta stagione  | 52      | 1954-1955    |
| Quinta stagione  | 39      | 1956-1957    |